# بيل بويد (لاعب بوكر)
بيل بويد (بالإنجليزية: Bill Boyd)‏ هو لاعب بوكر أمريكي، ولد في 27 يناير 1906، وتوفي في 21 نوفمبر 1997 في لاس فيغاس في الولايات المتحدة.